# Sycon simushirensis
Sycon simushirensis är en svampdjursart som beskrevs av Hozawa 1918. Sycon simushirensis ingår i släktet Sycon och familjen Sycettidae.
Artens utbredningsområde är havet kring Japan. Inga underarter finns listade i Catalogue of Life.